# Mitchell (Iowa)
Mitchell és una població dels Estats Units a l'estat d'Iowa. Segons el cens del 2000 tenia 155 habitants.

## Demografia
Segons el cens del 2000, Mitchell tenia 155 habitants, 68 habitatges, i 42 famílies. La densitat de població era de 108,8 habitants/km².
Dels 68 habitatges en un 23,5% hi vivien nens de menys de 18 anys, en un 48,5% hi vivien parelles casades, en un 8,8% dones solteres, i en un 38,2% no eren unitats familiars. En el 33,8% dels habitatges hi vivien persones soles l'11,8% de les quals corresponia a persones de 65 anys o més que vivien soles. El nombre mitjà de persones vivint en cada habitatge era de 2,28 i el nombre mitjà de persones que vivien en cada família era de 2,93.
Per edats la població es repartia de la següent manera: un 20,6% tenia menys de 18 anys, un 9% entre 18 i 24, un 25,8% entre 25 i 44, un 26,5% de 45 a 60 i un 18,1% 65 anys o més.
L'edat mediana era de 43 anys. Per cada 100 dones de 18 o més anys hi havia 127,8 homes.
La renda mediana per habitatge era de 27.000 $ i la renda mediana per família de 33.750 $. Els homes tenien una renda mediana de 24.375 $ mentre que les dones 20.000 $. La renda per capita de la població era de 15.768 $. Entorn del 7,7% de les famílies i el 12,6% de la població estaven per davall del llindar de pobresa.

## Poblacions més properes
El següent diagrama mostra les poblacions més properes.